# Пеленський Роман Андрійович
Роман Андрійович Пеленський (5 січня 1941 — 9 грудня 2020) — український науковець, доктор технічних наук, професор кафедри теоретичної та загальної електротехніки Національного університету «Львівська політехніка».

## Біографічні відомості
Досліджено електромагнітні поля у наноприладах. Розкрито механізми впливу поверхневих явищ на електромагнітні процеси у наноплівках. Дисертаціія на тему: Теорія внутрішніх електричних і теплових полів мікроелектронних і термоелектричних приладів — автореферат дисертації, 1992. Спеціальність ВАК РФ: 05.11.04 — Прилади і методи вимірювання теплових величин

## Наукові напрямки досліджень
- Гамола О. Є., Пеленська І. Р., Пеленський Р. А. Моделювання електрофізичних процесів у субмікро- та наноструктурах. Національний університет «Львівська політехніка», кафедра теоретичної та загальної електротехніки. 2010.
- Пеленський Р. А. Моделювання кремнієвих та вуглецевих наноприладів. / Р. А. Пеленський, О. Є. Гамола // Електроенергетичні та електромеханічні системи: збірник наукових праць / відп. ред. О. Ю. Лозинський. — Л.: Видавництво Національного університету «Львівська політехніка», 2010. — 148 с.

## Журнальні публікації
- Бурак Я. И., Галапац Б. П., Пеленский P. A. Дифференциальные уравнения термодинамическим процессов в собственны «полупроводника» // Математические методы и физико-механические поля. — К., 1975. — Вып. 2.
- Бурак Я. И., Пеленский P. A. Теоретические основы расчета распределения объемов и поверхностных эарядов в микроэлектронных и термоэлектрических устройствах // Теоретическая электротехника. — Львов, 1976. — Вып. 20.
- Метод измерения плотности заряда, захваченного на поверхностные уро'ин // Контрольно-измерительная техника. — Львов, 1985. — Вып. 37.
- Граничные условия электродинамики энергетически неоднородных сред // Вестник Львовского политехнического института. — 1982. — № 159.
- Пеленский P. A. Динамика контактных электрических слоев заряда // Физическая элек оонккг: Респ. мегавед. науч.-техн.сб.. — Львов. 1981. — Вып. 23.
- Пеленский P. A. Диффузионное поле континуума основных носителей заряда // Вестник Львовского политехнического института. — 1981. — № 152.
- Исследование граничных условий для расчета распределения объемный зарядов в элементах микроэлектроники // Теоретическая техн. — 1979. — Вып. 27.
- Контроль яачестаа и оптимизация некоторых териологических проаессоа производстве интегральных схем // Тез. докл., Казань, 12-17 окт. 1980 г. — Казань, 1981.
- Методика исследования контактов // Физика и технология тонких пленок сложных полупроводников, Ужгород. 30 сент. — 2 окт. 1981 года. — Ужгород, 1981.
- Пеленский P. A. Метод построения полевых моделей выпрямителей // Вестник Львовского политехнического института. — 1983. — Вып. 174.
- Пеленскний P. A. Моделирование монополярных структур К , 1987 Рукопись деп в УкрИИИИТИ, № 486 Ук-87 Леп
- Пеленский P. A. Моделирование процессов в двухконтннуумной системе свободных заряженных частиц // Тез. докл. Всесоюз конф, «Проблемы нелинейной электротехники», Киев. 23-25 сент. 1981 года. — К., 1981. — Ч 3.
- Пеленский P. A. Моделирование процессов микроэлектронных устройств // Моделирование электрофизических и электроэнергетических систем н устройств Сб. научн. труд. — К., 1983.
- Пеленский P. A. Моделирование процессов перенос заряда н энергии в микроэлектронных структура// Тез докл 1 Всесоюз науч.-техн коиф. по теоретической электротехнике Ташкент 17-19 сент. 1987 года. — Ташкент, 1987.
- Пеленский P. A. Новый метод построения полевых моделей транзисторов // Теоретическая электротехника. — Львов, 1983. — Вып. 35.
- Пеленский P. A. О контактных электрическ слоях // Электричество. — К., 1982. — Вып. 6.
- Пеленский P. A. О перспективах применения полевых моделей полупроводниковых приборов в энергетике н электромеханике // Вестник Львовского политехнического института. — 1985. — № 194.
- Пеленский P. A. Основы математического моделирования процессов токо- и теплопереноса в неоднородн средах // Электроэнергетические и электромеханические системы. — Вестник Львовского политехнического института. — 1988. — Вып. 224.
- Расширенные математические модели шшрэздечтрои-ныя структур // Известия вузов — Электромеханика, Kt В, 1981.
- Свойства сосредоточенного контактного электрического слоя // Вестник Львовского политехнического института. 1981.
- Сандулова А. В., Заганяч Ю. И., Пеленеский P. A. Точность преобразователей механических величин на основе полупроводниковых тенэорезисторов // Тез. докл. Всесоюз. конф. «Состояние н перспективы развития электро-теизометрнк», Ленинград, 22-24 апр. 1973 г. — Л., 1973.
- Сандулова A. B., Марьямова И. И., Заганяч Ю. И., Пеленский P. .А. Технология создания и исследование свойств контактов на полупроводниковых тензодатчиках // Полупроводниковая тензометрия: Тр. Всесоюз. совещания. — Новосибирск, 1968. — Т. 1.
- Сандулова А. В, Пеленский P. A., Заганяч Ю. И. Стабильность полупроводниковых тензорезисторов // Приборы и системы управления. — 1973.